# Galwiecie
Galwiecie (deutsch Gehlweiden) und Galwiecie (osada) sind Ortschaften in der polnischen Woiwodschaft Ermland-Masuren. Sie gehören zur Landgemeinde Gołdap (Goldap) im Kreis Gołdap.

## Geographische Lage
Das Dorf Galwiecie und – nördlich von dessen Ortskern gelegen – Galwiecie (osada) („Siedlung“) liegen am Südrand der Rominter Heide (polnisch: Puszcza Romincka) am Jezioro Ostrówek (Ostrowkener bzw. Waldbuder See) sowie am Jezioro Rakówek (Rakowkener bzw. Stoltznersdorfer See). Die polnisch-russische Staatsgrenze verläuft fünf Kilometer weiter nördlich.

## Geschichte
Das einstige Gehlweiden wurde im Jahre 1531 gegründet. In der Folgezeit hieß der Ort auch Geylwetten (nach 1583) sowie Gailwetzschen (nach 1596). Am 18. März 1874 wurde Gehlweiden Amtsdorf und damit namensgebend für einen Amtsbezirk, der bis 1945 bestand und zum Kreis Goldap im Regierungsbezirk Gumbinnen der preußischen Provinz Ostpreußen gehörte.
Gehlweiden zählte im Jahr 1910 173 Einwohner; im Jahr 1933 – nachdem am 30. September 1929 der Nachbarort Rakowken eingegliedert worden war – waren es 470 und 1939 bereits 477.
Im Jahr 1945 kam Gehlweiden in Kriegsfolge mit dem südlichen Ostpreußen zu Polen und trägt seither die polnische Bezeichnung Galwiecie. Heute bestehen die beiden Ortschaften Galwiecie und Galwiecie (osada), erstere ist ein Schulzenamt (polnisch: sołectwo), die andere eine untergeordnete Ortschaft im Verbund der Stadt- und Landgemeinde Gołdap im Powiat Gołdapski, von 1975 bis 1998 zur Woiwodschaft Suwałki, danach zur Woiwodschaft Ermland-Masuren zugehörig.

### Amtsbezirk Gehlweiden (1874–1945)
In der Zeit seines 71-jährigen Bestehens waren in den Amtsbezirk Gehlweiden eingegliedert:
| Deutscher Name | Änderungsname 1938 bis 1945 | Polnischer Name  | Bemerkungen                       |
| -------------- | --------------------------- | ---------------- | --------------------------------- |
| Gehlweiden     |                             | Galwiecie        |                                   |
| Groß Jodupp    | Holzeck                     | Czarnowo Wielkie |                                   |
| Jörkischken    | Jarkental                   | Jurkiszki        |                                   |
| Mittel Jodupp  | Mittelholzeck               | Czarnowo Średnie | 1929 nach Jodupp eingemeindet     |
| Rakowken       | Stoltznersdorf              | Rakówek          | 1928 nach Gehlweiden eingemeindet |

Gehörten anfangs fünf Dörfer zum Amtsbezirk, so waren es 1945 lediglich noch drei: Gehlweiden, Holzeck und Jarkental.

## Religionen
Die überwiegend evangelische Bevölkerung Gehlweidens war vor 1945 in das Kirchspiel der Kirche in Goldap eingepfarrt und somit in den Kirchenkreis Goldap innerhalb der Kirchenprovinz Ostpreußen der Evangelischen Kirche der Altpreußischen Union eingegliedert. Die wenigen Katholiken gehörten zu ihrer Pfarrkirche ebenfalls in Goldap – im Bistum Ermland.  
Die Einwohnerschaft Galwiecie ist heute mehrheitlich katholisch und weiterhin nach Gołdap hin orientiert, innerhalb des Dekanats Gołdap im Bistum Ełk (Lyck) der Katholischen Kirche in Polen. Die evangelischen Kirchenglieder gehören der Kirchengemeinde Gołdap an, die nun  eine Filialgemeinde der Pfarrei Suwałki in der Diözese Masuren der Evangelisch-Augsburgischen Kirche in Polen ist.

## Verkehr
Galwiecie liegt verkehrsgünstig an der Woiwodschaftsstraße 651, die die Woiwodschaften Ermland-Masuren und Podlachien miteinander verbindet. Die Kreisstadt Gołdap liegt nur acht Kilometer entfernt. Von Galwiecie besteht eine Zufahrtsmöglichkeit in die Rominter Heide.
Ein Bahnanschluss besteht nicht mehr, seit die auch „Kaiserbahn“ genannt Bahnstrecke Goldap–Szittkehmen mit der nächstgelegenen Bahnstation Rakowken 1945 in Kriegsfolge außer Betrieb gestellt wurde.